# Фасцикла
Фасцикла или футрола за папире је предмет који служи за груписање више папира или документа, који би требало по намени или садржају да буду сродни. Фасцикле се обично праве од нешто тврђе хартије или картона, али се могу наћи фасцикле од пластике. 

## Намена
Фасцикле се најчешће користе као канцеларијски материјал за груписање докумената који служе за исту намену: пројекти, уговори, судски списи и пресуде и др. За сличне потребе се користе и у кућама. Фасцикла се најчешће користи када би требало ту документацију пребацити на неку другу локацију или предати у неку установу. Али с обзиром да је начињена од тврђег папира или пластике подесна је и за архивирање документације.
У рачунарству се под фасциклом зову и директоријуми.